# Hoplolaimus kittenbergeri
Hoplolaimus kittenbergeri is een rondwormensoort. De wetenschappelijke naam van de soort is voor het eerst geldig gepubliceerd in 1961 door Andrássy.